# 塩化フッ化スルフリル
塩化フッ化スルフリル（えんかフッかスルフリル、sulfuryl chloride fluoride）は、化学式が SO2ClF と表される無機化合物である。酸化力が強い物質を溶かすための溶媒として用いられる。
実験室レベルで得る場合は KSO2F の合成から始める。
{\displaystyle {\ce {SO2\ + KF -> KSO2F}}}
この塩を塩素化することによって塩化フッ化スルフリルが得られる。
{\displaystyle {\ce {KSO2F\ + Cl2 -> SO2ClF\ + KCl}}}
塩化フッ化スルフリルと KSO2F を180℃に加熱すると、フッ化スルフリルが生じる。